# Барышев, Виктор (хоккеист)
Виктор Барышев (род. 1935) — советский хоккеист, нападающий.
Всю карьеру в командах мастеров провёл, выступая за ленинградские клубы в чемпионате СССР — «Динамо» (1952/53 — 1953/54), «Авангард» (1954/55), «Дом офицеров» / ОДО (1955/56 — 1956/57).